# Шевце (гміна Клещево)
Шевце (пол. Szewce) — село в Польщі, у гміні Клещево Познанського повіту Великопольського воєводства.
У 1975-1998 роках село належало до Познанського воєводства.